# Catch-22
Catch-22 (Brasil: Ardil-22 / Portugal: Artigo 22) é um romance satírico-histórico do autor norte-americano Joseph Heller, publicado originalmente em 1961. O livro, situado durante os estágios finais da Segunda Guerra Mundial de 1944 em diante, é por vezes citado como uma das maiores obras literárias do século XX.
O romance gira em torno de Yossarian, tripulante de um bombardeiro B-25 da Força Aérea Americana, enquanto ele e os demais membros do "256.º Esquadrão" se encontram baseados na ilha de Pianosa, na Itália.

## Conceito
Devido a seu uso específico no livro, a frase "Catch-22" passou a ter um significado idiomático (nos países de Língua Inglesa - sobretudo e quase unicamente nos Estados Unidos da América) para uma situação sem saída, uma armadilha. No livro, "Catch-22" é uma lei militar, a lógica auto-contraditória circular que, por exemplo, previne que alguém tente fugir das missões de combate. Nas próprias palavras de Heller:
| “ | Só havia um ardil e este era o Ardil 22, que dizia que a preocupação com a própria segurança, em face de perigos reais e imediatos, era o processo de uma mente racional. Orr estava doido e podia ter baixa. Tudo o que ele tinha a fazer era pedir. Mas, assim que pedisse, não estaria mais doido e teria que voar em novas missões. Orr seria doido se voasse em novas missões e são se não o fizesse. Mas se estivesse são, teria que voar novamente em missões de combate. Se voasse, então estaria doido e não teria que fazê-lo. Mas, se ele não quisesse fazê-lo, então estaria são e teria que fazê-lo. | ” |

Grande parte da prosa de Heller em Catch-22 é circular e repetitiva, exemplificando em sua forma a estrutura do livro. Heller usa de paradoxos, por exemplo: "O texano mostrou-se afável, generoso e simpático. Em três dias, ninguém mais conseguia suportá-lo". Ou ainda, "O caso contra Clevinger foi aberto e encerrado. A única coisa que faltava era algo com que acusá-lo". Essa atmosfera de aparente irracionalidade lógica prevalece durante todo o livro.

## Personagens
Lista dos principais personagens:
| - Yossarian - "Aarfy" Aardvark - Appleby - Capitão Black - Coronel Cathcart - Clevinger - Major Danby - Doc Daneeka - Major......... de Coverley | - General Dreedle - Enfermeira Duckett - Dunbar - Hungry Joe - Coronel Korn - Luciana - Major Major Major Major - McWatt - Milo Minderbinder - Tenente Mudd | - Nately - A prostituta de Nately - Orr - General Peckem - Scheisskopf - Snowden - Capelão Tappman (Robert Oliver Shipman nas primeiras edições) - Chefe White Halfoat - Ex-PFC Wintergreen |

## Adaptações
Catch-22 foi adaptado para o cinema em um filme homônimo dirigido por Mike Nichols e lançado em 1970. Heller também dramatizou seu próprio livro em 1971 para uma versão teatral e escreveu outra peça, Clevinger's Trial, baseada em partes de Catch-22. A companhia Aquila Theatre produziu outra adaptação para os palcos, dirigida por Peter Meinekc e baseada na peça de Heller. Esta produção excursionou os EUA durante 2007 e 2008.